# Агис III
Агис ΙΙI (грч. Ἄγις; умро 331. п. н. е.) био је спартански краљ династије Еурипонтида од 338. године до своје смрти.

## Биографија
Свога оца Агис је наследио 2. августа 338. п. н. е. на дан битке код Херонеје. За Спарту и целу Грчку наступио је тежак период подхегемонијом Македоније коју им је наметнуо Филип IΙ. Када је Филипов син Александар Велики 333. п. н. е. започео поход на Персијско царство, Агис је отпловио у Малу Азију како би од персијских војсковођа Фарнабаза и Аутофрадата тражио помоћ у борби против Спарте. Помоћ није била велика, али ју је Агис мудро искористио.
Две године касније Агис објављује рат Македонији. На челу војске у којој се, сем Спартанаца налазило још и 8000 најамника, поразио је македонског војсковођу Корага. Након ове победе, устанку су се придружили Елида, Ахеја и Аркадија. Међутим, Агис је од стране Антипатера поражен у бици код Мегалополиса у којој је и сам спартански краљ погинуо. Спарта је убрзо признала хегемонију Македоније.